# Franz Hienl-Merre

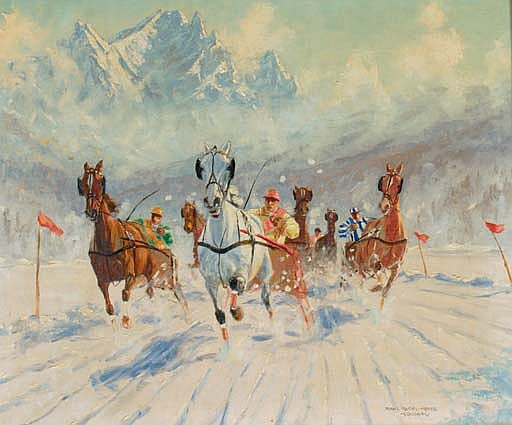
Das Pferderennen

Franz Hienl-Merre (* 23. September 1869 in Mainz; † 1943 in München) war ein deutscher Maler.
Franz Hienl-Merre studierte an der Königlichen Akademie der Künste in München bei Carl Weinhold (1867–1925) und Adolf Münzer. 
Nach dem Studium unternahm er Reisen nach Nordfrankreich und Italien. Er war in München und Garmisch-Partenkirchen tätig. Hienl-Merre stellte seine Werke im Münchner Glaspalast aus. Er malte hauptsächlich Landschaften und Pferde.
Er war Mitglied der Luitpold-Gruppe sowie des Reichsverbandes Bildender Künstler Deutschlands.
Franz Hienl-Merre war Ehemann der Malerin Johanna Merre (1867–1947).